# Aaron Beer (Kantor)

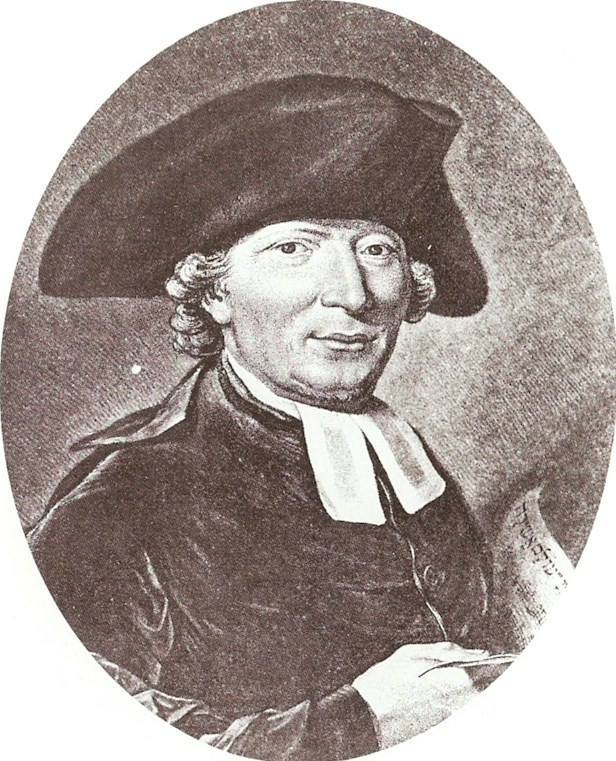
Aron Beer (1808)
Schabkunstblatt von Benedict Heinrich Bendix

Aaron Beer Gabriel, auch Aron Beer (* 10. Februar 1739 in Poppenlauer, Unterfranken; † 3. Januar 1821 in Berlin) war ein deutscher Chasan (Kantor) des 18. Jahrhunderts und Beglaubigter (Sekretär und Notar).

## Biografie
Aaron Beer war ein Tenor von beträchtlichem Stimmumfang. Seine erste Kantorenstelle fand er in Paderborn. 1765 kam er nach Berlin, erhielt am 6. Juli 1774 seine Approbation zum Kantor der Großen Synagoge in der Heidereutergasse als Nachfolger des Oberkantors Hartog Leo und wurde schließlich 1786 deren Oberkantor. Am 15. Juli 1807 heiratete er die verwitwete Cheiche (Hannchen) Burg geb. Sachs in Berlin (geboren ca. 1755; gestorben 25. Mai 1822 in Berlin), die Mutter von Meno Burg. Beer „genoß während seines jahrzehntelangen Wirkens dort hohes Ansehen“ und war „eine Lichtgestalt jüdischer Kantoren im 18. Jahrhundert“.
Beer komponierte selbst, vergab auch Auftragskompositionen und sammelte auf diese Weise über 1200 Musikstücke, die er in der Liturgie verwandte. Dabei war er bestrebt, die Gemeinde durch immer neue Melodien vom Mitsingen abzuhalten. Beers musikalischer Nachlass befand sich 1914 in den Händen von Sanitätsrat Dr. Hugo Schlesinger in Berlin. Eine Sammlung von 447 Gottesdienstliedern kam über alle Amtsnachfolger zuletzt an Kantor Eduard Birnbaum (1855–1920), der sie schließlich der Bibliothek des Hebrew Union College in Cincinnati (USA) vermachte, wo sie sich noch heute befindet.
Der Berliner Hofmaler Johann Christoph Frisch fertigte ein Porträt von ihm, ebenso Benedict Heinrich Bendix (1770–1828).